# Sayf ad-Din Khushqadam
Sayf ad-Din Khushqadam, död 1467, var en egyptisk sultan. Han var sultan i Egypten 1461–1467. 